# Brain Training Infernal del Dr. Kawashima: ¿Eres capaz de mantener la concentración?
Brain Training Infernal del Dr. Kawashima: ¿Eres capaz de mantener la concentración?, conocido en América como Brain Age: Concentration Training y en Japón como Entrenamiento endiablado durante 5 minutos para entrenar el cerebro bajo la terrible supervisión del profesor Ryuta Kawashima del Instituto de Desarrollo, Vejez y Cáncer de la Universidad de Tohoku (東北大学加齢医学研究所 川島隆太教授監修 ものすごく脳を鍛える5分間の鬼トレーニング Touhoku Daigaku Kareiigakukenkyuujo Kawashima Ryuuta Kyouju Kanshuu Monosugoku Nou o Kitareru 5 Funkan no Oni Toreningu?), es un videojuego de entrenamiento mental desarrollado y distribuido por Nintendo para la videoconsola Nintendo 3DS. Pertenece a la serie de juegos Brain Training, que ha tenido dos versiones para Nintendo DS, siendo esta la primera para Nintendo 3DS. Salió a la venta el 28 de julio de 2012 en Japón, siendo uno de los primeros juegos para Nintendo 3DS en salir a la venta al mismo tiempo en formato físico y digital, a través de Nintendo eShop. En América salió el 11 de febrero de 2013. En Europa estuvo sin fecha de lanzamiento durante varios años, puesto que Nintendo of Europe se estaba planteando si lanzar el juego en formato físico y digital, solo en formato digital o si lanzarlo por partes mediante micropagos.
En el Nintendo Direct del 13 de abril de 2017, se anunció su fecha de lanzamiento para Europa, el 28 de julio de 2017, justo 5 años después de su lanzamiento japonés.